# Петриково (Новотор'яльський район)
Пе́триково (рос. Петриково, марій. Петрсола) — присілок у складі Новотор'яльського району Марій Ел, Росія. Входить до складу Пектубаєвського сільського поселення.

## Населення
Населення — 27 осіб (2010; 29 у 2002).
Національний склад (станом на 2002 рік):
- марійці — 90 %